# Montcaret

Montcaret este o comună în departamentul Dordogne din sud-vestul Franței. În 2009 avea o populație de 1.419 de locuitori.

## Evoluția populației
| An        | 1975  | 1982  | 1990  | 1999  | 2006  | 2009  |
| --------- | ----- | ----- | ----- | ----- | ----- | ----- |
| Populație | 1.037 | 1.071 | 1.099 | 1.219 | 1.343 | 1.419 |